# Aeroportul Nanga Pinoh
Aeroportul Nanga Pinoh (IATA: NPO, ICAO: WIOG) este un aeroport din Kalimantan Barat⁠(d), Indonezia.
Situat la o altitudine de 39 m, aeroportul dispune de o singură pistă.